# Országúti kerékpár

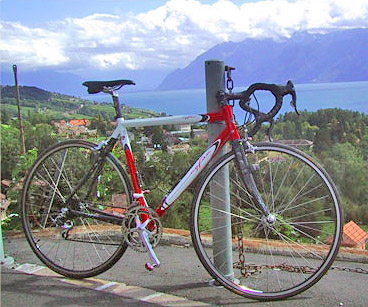
Egy Cyfac által gyártott versenykerékpár látható a képen, aminek alumíniumból és dupla karbonszálból készült lánc- és üléstartója van. A biciklin Campagnolo felszerelések vannak.

Az országúti kerékpár, közismertebb nevén versenykerékpár a ma használt biciklitípusok közül a leghosszabb múltra tekint vissza. Olyan kerékpár, amit országútikerékpár-versenyzésre terveztek a Union Cycliste Internationale (UCI) által előírt szabályoknak megfelelően.
A versenybicikliket sebességre és manőverezhetőségre tervezik, bár a hangsúly egyértelműen a sebességen van. A modern kerékpárok rendkívül kis súlyúak a tehetetlenség csökkentésére, illetve hogy emelkedőkön ne hátráltassa a gép súlya a versenyzőt. A hajlított ("kos-") kormány a nyeregnél alacsonyabban helyezkedik el, ami az aerodinamikát szolgálja. A kormány kialakítása több fogást biztosít, amelyek eltérő menettulajdonságokat tesznek elérhetővé, így a kerékpáros alkalmazkodhat az útszakasz jellegéhez.
Amikor a fekvőbringák megjelentek 1934-ben, az UCI szabályait módosítva kizárták ezeket az országúti kerékpárversenyekről, ezzel évtizedekkel vetve vissza a megoldás elterjedését.

## Külső hivatkozások
- magyar nyelvű országúti kerékpáros link-gyűjtemény
- országúti kerékpár vélemények

## Különbségek
Azok a kerékpárok, amelyek velodrome-okban versenyeznek, versenypálya-biciklik. A hegyi versenyekre mountain bike-ot, cyclo-cross kerékpárt vagy cycle speedway-t használnak. Sima talajra az International Human Powered Vehicle Association által meghatározott fekvőbringák a leggyorsabbak. Az időfutam kerékpárokat csak is időfutamokra használják. A triatlonos bicikliket az International Triathlon Union szabályozza, amely több technológiai fejlesztéseket enged meg, mint a Union Cycliste Internationale.